# Palazzo Michiel del Brusà

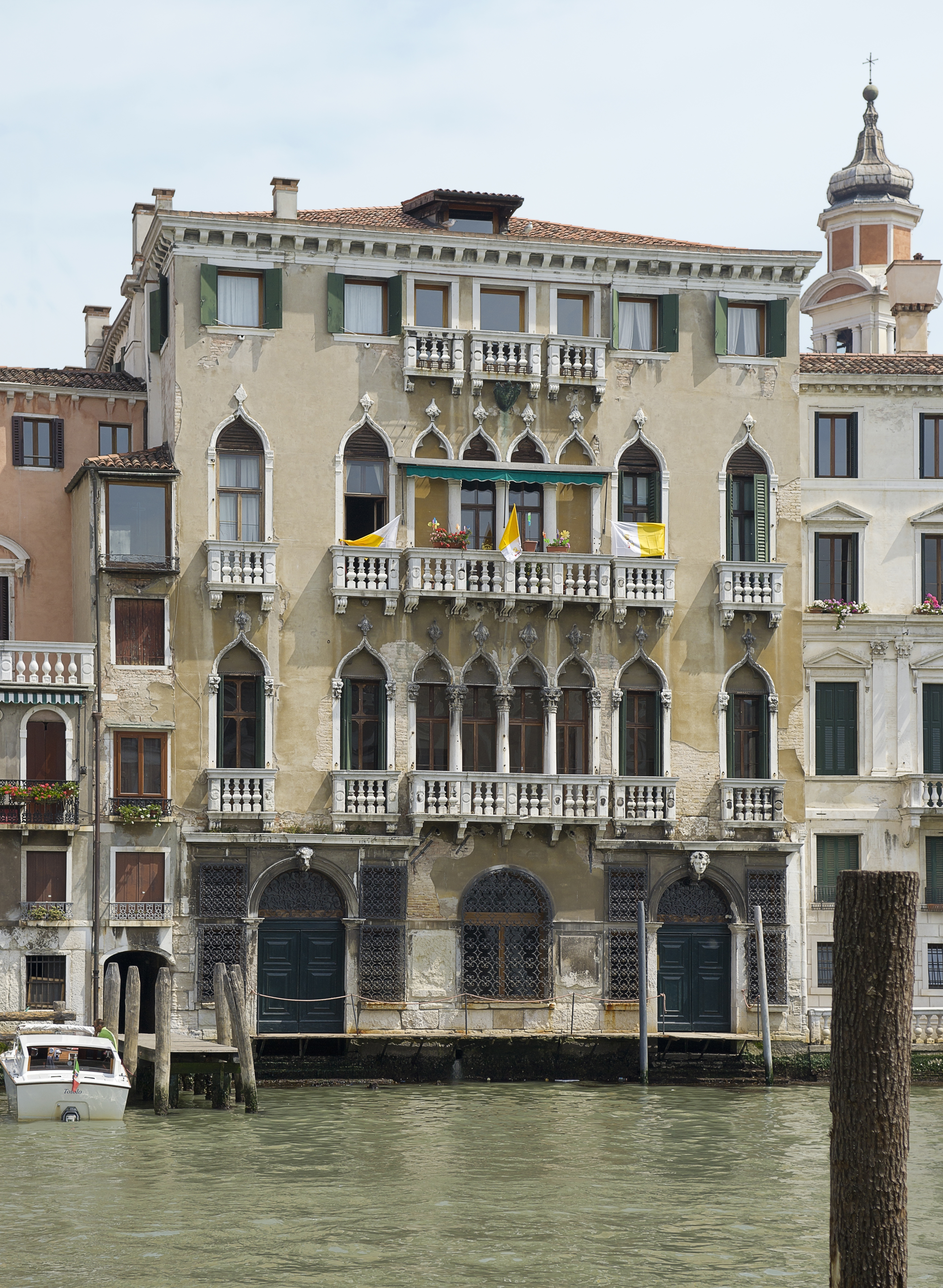
Palazzo Michiel del Brusà

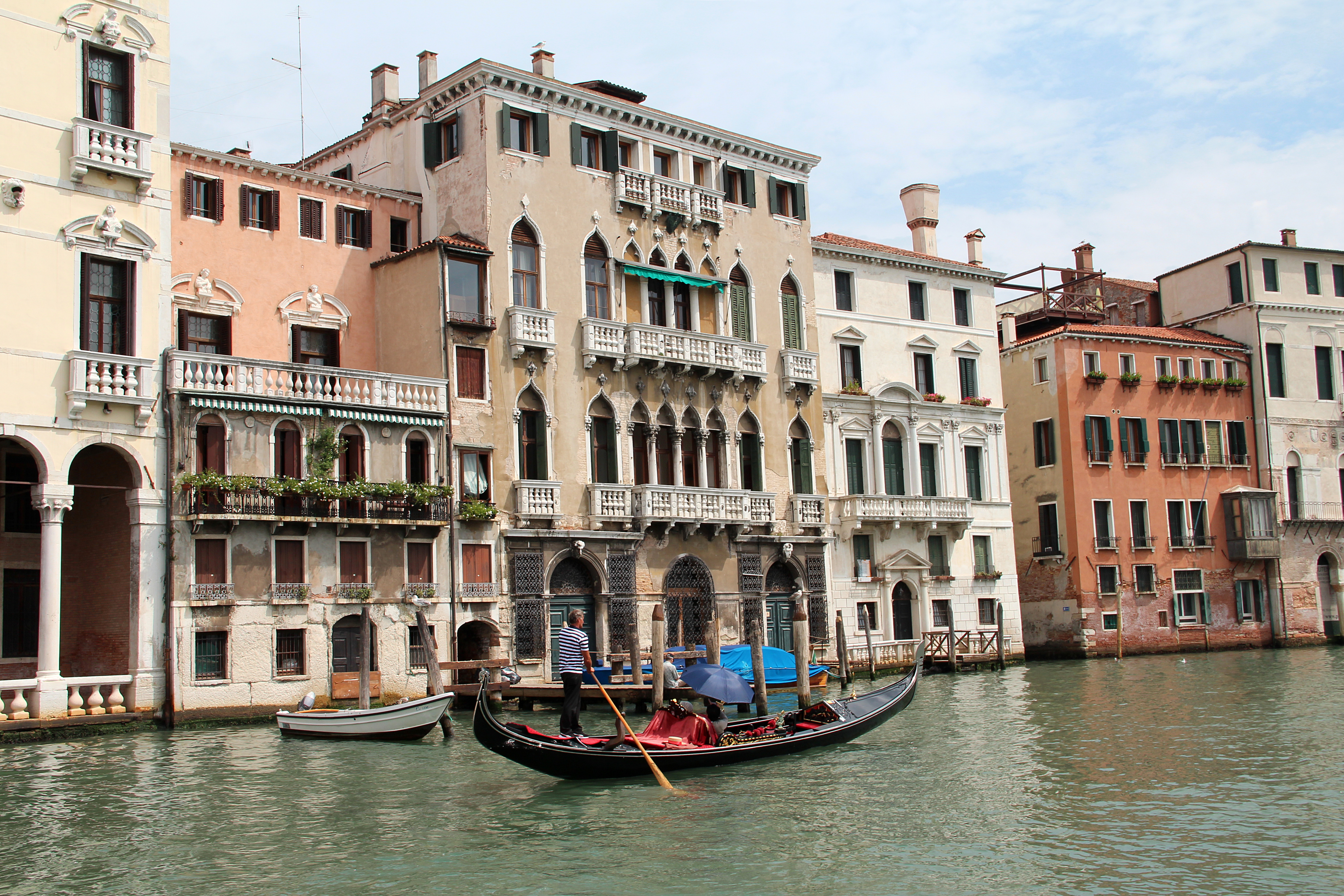
Gondoliere segelt auf dem Canal Grande vor dem Palazzo Michiel del Brusà in Venedig.

Palazzo Michiel del Brusà ist ein Palast in Venedig in der italienischen Region Venetien. Er liegt im Sestiere Cannaregio mit Blick auf den Canal Grande zwischen dem Palazzo Michiel dalle Colonne und dem Palazzo Smith Mangilli Valmarana.

## Geschichte
1774 wurde der Palast der Familie Michiel durch die Unachtsamkeit einer Hausangestellten in Brand gesetzt und verwüstet. In der Folge wurde er dank einer Finanzierung, die die Republik Venedig wegen früheren Verdiensten der Familie gewährte, wiederaufgebaut. An der Fassade kann man zur Erinnerung an dieses Ereignis folgende Inschrift lesen:

„QUOS IGNIS CONSUMPSIT PATRIA MEMENTA MOJORUM NEPOTIBUS PATRIOS LARES RESTITUIT S. E. VIDUS IANUARIJ 1777“.

## Beschreibung
Die Hauptfassade ist durch Dreiteilung und Symmetrie charakterisiert, wie sie für venezianische Paläste typisch sind. Die wichtigen Elemente der Fassade sind die beiden Portale zum Wasser im Erdgeschoss und die übereinanderliegenden Vierfach-Kielbogenfenster mit eingesetzten Dreipässen, flankiert je zwei Paaren gleichartiger, aber etwas größerer, Einzelfenster, alle verziert mit gotischen Blumengirlanden, die sich in den beiden Hauptgeschossen finden. Im Mezzaningeschoss unter dem Dach liegen sieben quadratische und rechteckige Fenster. Nach oben hin begrenzt eine gezahnte Dachtraufe die verputzte und braun gestrichene Fassade, über der sich eine kleine Dachgaube mit rechteckigem Fenster aufbaut. Alle Fenster der Fassade sind relativ groß; es gibt zahlreiche, hervorspringende Balkone, sowohl an den Vierfach- als auch an den Einzelfenstern.
Die Innenräume sind mit Stuck und Fresken geschmückt, letztere größtenteils von Jacopo Guarana geschaffen. Darüber hinaus gibt es ein wichtiges Portal, das sich auf die Strada Nova hinaus öffnet.